# Rhynchospora diodon
Rhynchospora diodon är en halvgräsart som först beskrevs av Christian Gottfried Daniel Nees von Esenbeck, och fick sitt nu gällande namn av August Heinrich Rudolf Grisebach. Rhynchospora diodon ingår i släktet småag, och familjen halvgräs. Inga underarter finns listade i Catalogue of Life.